# إيفا شفيجلروفا
إيفا شفيجلروفا (بالتشيكية: Eva Švíglerová)‏ مواليد 13 يوليو 1971، هي لاعبة كرة مضرب تشيكية سابقة بدأت مسيرتها كمحترفة سنة 1987 وكانت تلعب باليد اليمنى، اعتزلت اللعب في 1994. كما أنها إحدى بطلات الجراند سلام. أعلى تصنيف لها في الفردي كان المركز الـ 33 في سنة 1991. أعلى تصنيف لها في الزوجي كان المركز الـ 75 في سنة 1993.

## روابط خارجية
- إيفا شفيجلروفا على موقع رابطة محترفات التنس (الإنجليزية)
- إيفا شفيجلروفا على موقع الاتحاد الدولي لكرة المضرب (الإنجليزية)
- إيفا شفيجلروفا على موقع كأس بيلي جين كينغ (الإنجليزية)
- إيفا شفيجلروفا على موقع خلاصة التنس.كوم (الإنجليزية)